# Ludwig Busbetzky
Ludwig Busbetzky, parfois nommé Lowies ou Lovies Busbetsky, Busbetzki, Busbetzkÿ ou Busbet, né c. 1660 et mort c. 1699, est un organiste et compositeur estonien.

## Biographie
Issu d'une importante famille de musiciens, Ludwig Busbetzky étudie avec Dietrich Buxtehude à Lübeck vers 1680. Il a peut-être également reçu l'enseignement de l'organiste et compositeur allemand Christian Floritta à Lunebourg.
De 1687 à 1699, Ludwig Busbetzky est organiste à l'église allemande de Narva,,.
Deux de ses compositions ont été conservées, toutes deux attribuées à Dietrich Buxtehude.

## Œuvres
- Erbarm dich mein ô Herre Gott pour soprano, alto, ténor, basse, deux violons, deux altos, basson ou violon et basse continue.

- Laudate Dominum pour soprano, deux violons, basson ou violon et basse continue.